# The Lamb

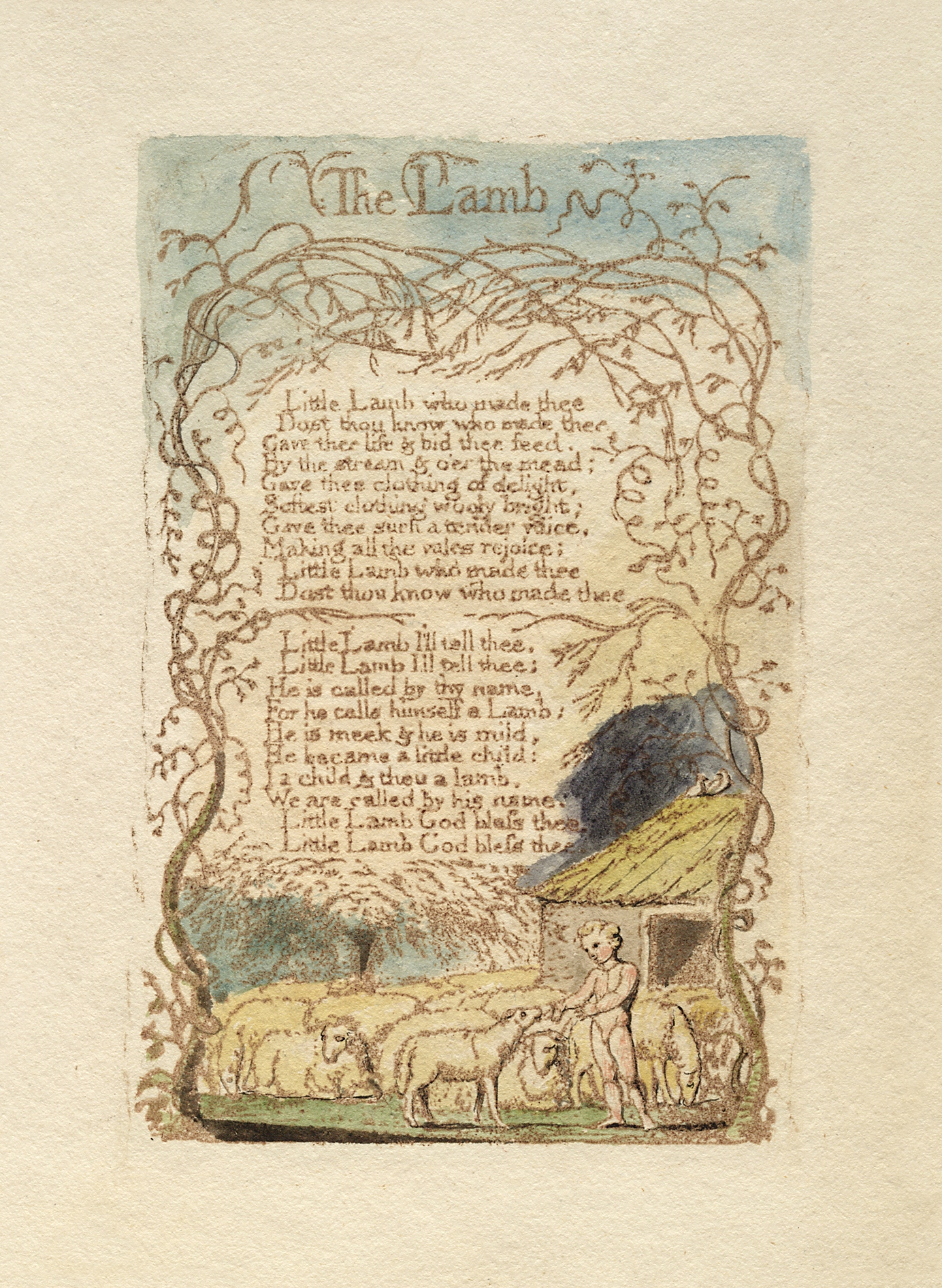
Blakes Illustration zu The Lamb aus den Songs of Innocence and of Experience Showing the Two Contrary States of the Human Soul (Lieder der Unschuld und der Erfahrung: die beiden gegensätzlichen Zustände der menschlichen Seele zeigend) (Library of Congress)

The Lamb (Das Lamm) ist ein Gedicht des englischen Dichters und Künstlers William Blake (1757–1827), das in seinen Songs of Innocence (Lieder der Unschuld) im Jahr 1789 zuerst veröffentlicht wurde. In verschiedenen Vertonungen ist es auch als Weihnachtslied (Carol) bekannt.
The Lamb ist das Gegenstück zu Blakes Gedicht The Tyger (Der Tiger) aus seinen Songs of Experience (Lieder der Erfahrung). Blake schrieb seine Songs of Experience – Kernthemen seiner Philosophie und seines Werkes.
Wie in vielen von Blakes Werken steht das Christentum im Zentrum des Gedichtes. Das Lamm ist eine Metapher für Jesus Christus, der laut Johannes-Evangelium (Joh 1,29 )(Joh 1,29 ) von Johannes dem Täufes auch als "Gottes Lamm"/"Lamm Gottes" bezeichnet wird.
Das Gedicht besteht aus zwei Strophen zu jeweils zehn Zeilen mit dem Kehrvers "Little Lamb who made thee? / Dost thou know who made thee?" ("Kleines Lamm, wer hat dich erschaffen? / Weißt du, wer dich erschaffen hat?") und dem Reimschema [aabbccddaa aaefggfeaa]. In der ersten Strophe fragt der Sprecher das Lamm, wer sein Schöpfer sei, die Antwort befindet sich am Ende des Gedichts. Es liefert eine Beschreibung der Eigenschaften des Lammes, das als reines und sanftes Wesen betrachtet wird. In der zweiten Strophe erfolgt ein Vergleich des Lammes mit dem Jesuskind sowie zwischen dem Lamm und der guten Seele des Sprechers. In den letzten beiden Zeilen identifiziert der Sprecher den Schöpfer: Gott.
Wie die anderen Songs of Innocence und Songs of Experience (Lieder der Unschuld und Erfahrung) sollte The Lamb ursprünglich wohl gesungen werden, Blakes ursprüngliche Melodie ist heute verloren.
Der englische Komponist Vaughan Williams hat es als Lied vertont, obwohl er dazu erklärte: "ein Gedicht, das ich hasse, dieses schreckliche kleine Lamm" ("that horrible little lamb - a poem that I hate".) Auch von dem amerikanischen Dichter Allen Ginsberg (1970er Jahre) und dem englischen Komponisten John Tavener (1982) wurde es vertont.

## Text
| Englisch | Übersetzung |
| --- | --- |
| The Lamb · Little lamb, who made thee? · Does thou know who made thee, · Gave thee life, and bid thee feed · By the stream and o’er the mead; · Gave thee clothing of delight, · Softest clothing, woolly, bright; · Gave thee such a tender voice, · Making all the vales rejoice? · Little lamb, who made thee? · Does thou know who made thee? · Little lamb, I’ll tell thee; · Little lamb, I’ll tell thee: · He is callèd by thy name, · For He calls Himself a Lamb. · He is meek, and He is mild, · He became a little child. · I a child, and thou a lamb, · We are callèd by His name. · Little lamb, God bless thee! · Little lamb, God bless thee! | Das Lamm Kleines Lamm, wer hat dich erschaffen? Weißt du, wer dich erschaffen hat? Gab dir Leben, bat dich: friß! Am Fluss und auf der Weide? Gab dir ein wunderschönes Kleid, Ein weichstes Kleid, wollig, weiß; Gab dir eine solch sanfte Stimme, Die die Täler jauchzen macht? Kleines Lamm, wer hat dich erschaffen? Weißt du, wer dich erschaffen hat? Kleines Lamm, ich sag es dir, Kleines Lamm, ich sag es dir: ER wird nach dir genannt, Denn Er nennt sich selbst ein Lamm. Er ist fromm, er ist mild, Er wurde selbst ein kleines Kind. Ich, ein Kind, und du, ein Lamm, Wir werden beide nach Ihm genannt. Kleines Lamm, Gott segne dich! |

## Videos
- The Lamb (a) (b) (John Tavener, Choir of King's College, Cambridge)
- The Lamb, Vertonung von Ralph Vaughan Williams aus den Ten Blake Songs, Nr. 5